# Karoline Dyhre Breivang
Karoline Dyhre Breivang (Oslo, 1980. május 10. –) olimpiai, világ- és Európa-bajnok norvég kézilabdázó. A norvég válogatottban 2000 és 2015 között 305 alkalommal lépett pályára, ezzel ő a norvég válogatottsági csúcstartó.

## Pályafutása
Breivang öt évesen a Stabæk csapatánál kezdett kézilabdázni, és később itt is mutatkozott be a norvég első osztályban. 2005-ben igazolt a norvég bajnok Larvik HK-hoz, amellyel az ott töltött tizenkét szezon mindegyikében norvég bajnoki címet szerzett. 2008-ban Kupagyőztesek Európa-kupája győztes lett, 2011-ben pedig megnyerte a legrangosabb európai kupát, a Bajnokok ligáját.
A norvég válogatottal nyert Európa-bajnokságot, világbajnokságot és győzni tudott két olimpiai tornán is. A válogatottól 2015 márciusában vonult vissza.
Klubcsapatában és a nemzeti csapatban is elsősorban védőjátékára számítottak.

## Sikerei
- EHF-bajnokok ligája győztese: 2011
- Kupagyőztesek Európa-kupája győztese: 2008
- Norvég bajnokság győztese: 2006, 2007, 2008, 2009, 2010, 2011, 2012, 2013, 2014, 2015, 2016, 2017
- Európa-bajnokság győztese: 2004, 2006, 2008, 2010, 2014
- Világbajnokság győztese: 2011
  - ezüstérmes: 2007
  - bronzérmes: 2009
- Olimpia győztese: 2008, 2012